# Android KitKat

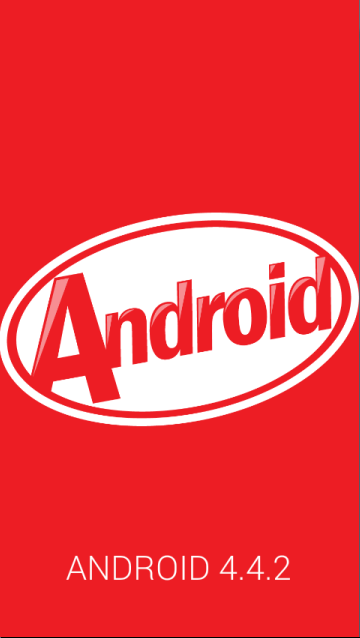

Android KitKat est la version numéro 4.4 du système d’exploitation Android. Son nom vient de la « tradition » de nommer les différentes versions d’Android par un nom de dessert ou pâtisserie et d’un partenariat avec Nestlé qui possède la marque de biscuits chocolatés Kit Kat. Pendant longtemps il avait été pensé que la version d’Android devant succéder à la 4.3 serait la 5.0 Key Lime Pie (« tarte au citron vert »).
Cette version du système mobile a été présentée le 31 octobre 2013, conjointement au lancement du nouveau Nexus 5. Un an plus tard, le 15 octobre 2014, la version Lollipop lui succède.

## Historique
Les premières rumeurs émergent dès le début de l'année 2013, certains médias évoquant une possible sortie d'Android, nommé encore à ce moment-là Android 5.0 ou « Key Lime Pie », avec le Motorola Moto X ou encore la Nexus 7 (2013). Au mois de juin, le Wall Street Journal lance la rumeur que la nouvelle version du système d'exploitation de Google serait une mise à jour en « K » avec la faculté d'améliorer la compatibilité avec les modèles low-cost, afin de réduire la fragmentation du système, et une simplification de l'interface. Ce nom est lui-même dévoilé dans une vidéo de Google lors du Google I/O 2013. 
Ce n'est que le 3 septembre que le véritable nom ainsi que le numéro de version de la future version d'Android sont révélés : c'est Android KitKat (4.4). Cette information est dévoilée par des images du Googleplex où siège la nouvelle statue KitKat, un message de Sundar Pichai sur Google+ ainsi que la mise en place d'une page par la marque de confiseries KitKat. Key Lime Pie n'était que le nom de code interne jusqu'au partenariat de Google avec Nestlé, et d'après Google, aucun échange monétaire n'aurait eu lieu.
Le 31 octobre 2013, lors de l'annonce de KitKat et du premier modèle sur lequel le système d'exploitation est embarqué, le Nexus 5, il est dit que la nouvelle version optimise l'utilisation de la mémoire vive dans chacune des composantes majeures permettant aux modèles avec 512 Mo de RAM de fonctionner avec. L'apport majeur consiste en l'ajout des fonctions de zRam. KitKat introduit également une nouvelle machine virtuelle : ART (Android RunTime).
En termes de connectivité, elle apporte aussi une amélioration du fonctionnement en NFC et une implémentation de l'infra-rouge en natif et du Bluetooth MAP. Il a aussi introduit le blob emoji.
Android KitKat a subi 4 révisions depuis sa sortie : 
- Android 4.4.1 (5 décembre 2013)
- Android 4.4.2 (9 décembre 2013)
- Android 4.4.3 (2 juin 2014)
- Android 4.4.4 (19 juin 2014)

## Caractéristiques
Le tableau ci-dessous présente les noms de codes, les numéros de build et les caractéristiques (ou Changelog) d'Android KitKat et de ses différentes révisions :
| Version | Sous-version | Numéro de build | Date de sortie   | Caractéristiques |
| ------- | ------------ | --------------- | ---------------- | --- |
| 4.4     | 4.4_r1       | KRT16M          | 31 octobre 2013  | Première version de KitKat (uniquement sur Nexus 5). Nouveautés : - Optimisation d'Android afin qu'il soit moins gourmand en mémoire RAM et donc plus rapide : réduction de la mémoire requise par des fonctions très utilisées ou suppression de services en arrière-plan inutiles. Le système d'exploitation peut désormais fonctionner avec au minimum 512 Mo de RAM ; - Amélioration du fonctionnement en multitâche grâce au travail d’optimisation de la mémoire (en particulier zRam) : bascule entre les applications plus rapide ; - Barres de statut et de navigation transparentes dans le launcher seulement (pour l'instant) ; - Arrivée de nouvelles émoticônes en couleurs « Emoji » sur le clavier Google ; - Support natifs des imprimantes Wi-Fi compatibles Google Cloud Print ou tout autre système connecté comme HP ePrint (en) ; - Nouveau lanceur d'application : Google Now Launcher avec intégration avancée de Google Now (exclusivité Nexus et Google Play Edition) (voir image en haut de page) ; - Recherche vocale plus rapide ; - L'application de messagerie est remplacée par Google Hangouts, qui réunit les fonctions SMS, MMS et Hangout ; - Mise à jour de l'application Téléphone : nouveau design, nouveau classement des contacts plus simple et recherche de contact en ligne ; - Mode immersif (« plein écran ») permettant une meilleure visibilité des jeux, des livres numériques, des vidéos. Un simple appui sur l’écran permet de faire réapparaître les barres de statut et de navigation ; - La « sandbox » des applications a été renforcée avec Security-Enhanced Linux ; - Support du Bluetooth Message Access Profile (MAP) permettant l'échange de messages textes entre les appareils ; - Amélioration des performances de l’écran tactile grâce à une amélioration logicielle (ainsi qu'une amélioration matérielle pour le Nexus 5) ; - Compatibilité native avec le Chromecast ; - Affichage Web de Chrome : Chrome est maintenant utilisé pour afficher les composants Web intégrés dans certaines applications de façon précise et rapide ; - Sous-titres : les sous-titres sont désormais compatibles avec Android. Cette fonctionnalité est accessible dans « Paramètres » > « Accessibilité » > « Sous-titres » ; - Nouvelle interface pour les applications Téléchargements et E-mail ; - Écran d'accueil par défaut facilement modifiable : si vous avez installé un ou plusieurs écrans d'accueil, vous pouvez facilement passer de l'un à l'autre en sélectionnant Paramètres > Accueil ; - Implémentation de l'infra-rouge en natif (Infrared blaster (en)) ; - Amélioration du NFC avec Host card emulation (en) (HCE) ; - Intégration native de la fonction principale de Swipe Status Bar (de Tomás Chládek). |
| 4.4     | 4.4_r1.1     | KRT16O          | 13 novembre 2013 | Uniquement sur Nexus 4, Nexus 7 Wi-Fi (2012/2013) et Nexus 10 Wi-Fi . Mêmes nouveautés sauf : - Pas de transparence des barres de statut et de navigation sur Nexus 10 ; - Le Google Now Launcher est réservé au Nexus 5 ; - Hangouts ne supporte les SMS que sur le Nexus 4 et il ne remplace pas l'application SMS/MMS ; - Pareil pour le Dialer (téléphone) ; - Amélioration des performances de l’écran tactile seulement logicielle donc moins efficace. |
| 4.4     | 4.4_r1.2     | KRT16S          | 19 novembre 2013 | Amélioration des performances et de la stabilité du système, correction de quelques bugs. |
| 4.4.1   | 4.4.1_r1     | KOT49E          | 5 décembre 2013  | Amélioration des performances et de la stabilité du système, correction de quelques bugs : - Accélération de la mise au point et amélioration de la qualité des photos (Nexus 5) ; - Ajout d'un barre de progression au mode HDR+ (Nexus 5) ; - Correction du problème de volume et de Exchange (Nexus 5) ; - Modification du retour du dispositif haptique et de l’icône Paramètres des Paramètres rapides ; - Amélioration du moteur d'exécution ART (ex: davantage d'applis compatibles) ; - Correction de bugs pour le mode immersif et pour la barre transparente (parfois opaque) ; - Amélioration des performances du Nexus 5 lors de tests de performance ; - La barre de navigation est désormais transparente dans l'écran de verrouillage (Nexus 4) ; - Affichage sans-fil est renommé en Écran de diffusion dans les Paramètres d'affichage. |
| 4.4.2   | 4.4.2_r1     | KOT49H          | 9 décembre 2013  | Amélioration des performances et de la stabilité du système, correction de quelques bugs dont le bug des SMS class0 (SMS flash d'urgence). |
| 4.4.2   | 4.4.2_r2     | KVT49L          | février 2014     | Uniquement sur Nexus 7 (version Verizon). Corrections de bugs. |
| 4.4.3   | 4.4.3_r1     | KTU84L          | 2 juin 2014      | Amélioration des performances, de la sécurité et de la stabilité du système, correction de quelques bugs : - Mise à jour des applications Google Dialer et Contacts ; - Écran de diffusion est renommé en Caster l'écran dans les Paramètres d'affichage ; - Résolution de la perte fréquente du réseau et de la connexion data (3G/4G) ; - Résolution de plusieurs bugs au sein du Bluetooth ; - Résolution des redémarrages aléatoires ; - Résolution d’un souci qui supprimait les raccourcis après la mise à jour du launcher ; - Résolution d’un souci qui empêchait la LED de clignoter après un appel manqué ; - Résolution d’un souci qui bloquait parfois le terminal sur l’écran de démarrage ; - Résolution d’un souci de mise au point de la caméra en mode Normal et HDR ; - Résolution d’un souci d’affichage du pourcentage de la batterie sur l’écran verrouillé ; - Résolution d’un souci avec les sous-titres (Paramètres > Accessibilité > Système) ; - Résolution d’un souci qui empêchait parfois de passer des appels par Internet ; - Résolution de plusieurs bugs sur le graphique de consommation de données ; - Résolution de bugs divers : MMS, Email/Exchange, Calendrier, Contacts, DSP, IPv6, VPN ; - Amélioration de sécurité : Débogage USB, raccourcis d’apps, Wi-Fi et Appareil photo. |
| 4.4.3   | 4.4.3_r1.1   | KTU84M          | 2 juin 2014      | Uniquement sur Nexus 5. Mêmes améliorations que KTU84L + Résolution et optimisation du processus mm-qcamera-daemon |
| 4.4.4   | 4.4.4_r1     | KTU84P          | 20 juin 2014     | Amélioration de la sécurité et de la stabilité du système, correction de quelques bugs : - Correction d'une faille de type Man-in-the-middle dans OpenSSL ; - Correction de bugs de perte de Wi-Fi aléatoire ; - Correction de bugs entraînant des redémarrages intempestifs ; - Amélioration de l'autonomie de l'appareil. |